# Andrian Nikolaïev
Pour les articles homonymes, voir Nikolaïev.
Andrian Grigorievitch Nikolaïev (en russe : Андриян Григорьевич Николаев), né le 5 septembre 1929 à Chorchely et mort le 3 juillet 2004 à Tcheboksary, est un aviateur et cosmonaute soviétique de nationalité tchouvache.
Ayant fait partie du tout premier groupe de cosmonautes soviétiques, sélectionnés en mars 1960, il est le 3e cosmonaute à se rendre dans l'espace.

## Biographie

### Jeunesse et études
Citoyen soviétique de nationalité tchouvache, il envisage d'abord d'étudier la médecine avant d'entreprendre des études de sylviculture. Mais à la suite de son service militaire, il choisit d'entrer dans l'armée de l'air soviétique.
En 1956 son avion de chasse a un problème technique, mais il parvient à se poser d'urgence dans un champ. Le fait qu'il ne s'éjecte pas, signe d'un sang-froid prononcé, impose le respect.

### Carrière de cosmonaute
Le 20 février 1960 il est sélectionné dans le 1er groupe militaire (TsPK-1), une sélection de cosmonautes militaires issus de l'armée de l'air.
Il est cosmonaute de réserve pour Vostok 2. Le 11 août 1962, à bord de Vostok 3, il réalise le premier vol groupé dans l'espace avec la mission Vostok 4. Le vol dure 3 jours, 22 heures et 22 minutes et établit un nouveau record de durée.
Le 3 novembre 1963, il épouse la cosmonaute Valentina Terechkova, première femme à avoir été dans l'espace, lors d'un mariage « arrangé » pour des raisons de propagande. Le couple donne naissance à une petite fille le 8 juin 1964, Elena Andriyanovna, et se sépare peu après.
Entre 1966 et 1968, Nikolaïev passe un diplôme d'ingénieur pour évoluer dans sa carrière. Il devient en 1968 directeur adjoint de l'entraînement des cosmonautes à la suite de la mort de Youri Gagarine.
Le 22 janvier 1969 Nikolaïev se rend au Kremlin pour une cérémonie officielle. À l'avant d'un convoi de limousines fermées, Beregovoï  se tient avec  les cosmonautes Leonov, Beregovoï et Tereshkova dans une ZIL 111 décapotable et ils saluent la foule dense qui s'est rassemblée sur leur passage. Un homme, croyant avoir affaire au premier secrétaire Leonid Brejnev, ouvre le feu à huit reprises sur la décapotable lorsque celle-ci s'approche de la porte Borovitski qui marque l'entrée du Kremlin. Le chauffeur est tué mais Nikolaïev et ses collègues ne sont pas touchés. Cet attentat contre Brejnev a été perpétré par un lieutenant qui par la suite fut déclaré fou et placé en hôpital psychiatrique. L'événement fut pratiquement étouffé par les responsables soviétiques,.
Il est placé cosmonaute de réserve pour Soyouz 8 après son échec à certains tests. Le 1er juin 1970, il est le commandant du vol Soyouz 9, d'une durée de plus de 17 jours et 16 heures, nouveau record de l'époque, revenant sur Terre le 19 juin 1970. Il quitte peu après le service actif.

### Retrait du service actif et retraite
Contrôleur de vol des missions Soyouz 13, 14, 16 et 17, il occupe jusqu'en 1981 un poste à responsabilité dans l'entraînement des cosmonautes, puis il quitte définitivement le corps des cosmonautes le 26 janvier 1982. Il divorce la même année.

## Postérité
Andrian Nikolaïev est décrit comme calme avec un sang-froid exceptionnel par Youri Gagarine et Guerman Titov.
Il est fait deux fois Héros de l'Union soviétique, reçoit l'ordre de l'Étoile rouge et l'ordre de Lénine ainsi que diverses médailles de Bulgarie, Viêt Nam et Mongolie.
Le cratère Nikolaïev sur la face cachée de la Lune est nommé en son honneur.
À sa mort à Tcheboksary, capitale de sa région d'origine, sa fille demande qu'il soit enterré au cimetière de la Cité des étoiles, mais il est enterré dans son village natal sur ordre des autorités locales.

## Décorations
Principaux titres et décorations :
- deux fois Héros de l'Union soviétique :
  - le 18 août 1962 (médaille no 11116),
  - le 3 juillet 1970 (médaille no 87) ;
- deux fois l'ordre de Lénine ;
- ordre du Drapeau rouge du Travail ;
- ordre de l'Étoile rouge ;
- ordre du Service pour la Patrie dans les Forces armées.